# John L. Gaunt

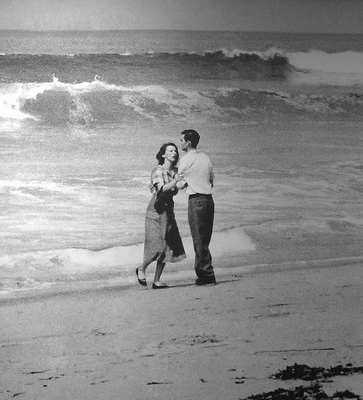
Tragédie u moře, Gauntova fotografie oceněná Pulitzerovou cenou

John L. Gaunt (4. června 1924, Syracuse, New York, USA – 26. října 2007, Desert Hot Springs, Kalifornie) byl americký fotograf a novinář. V roce 1955 získal Pulitzerovu cenu za fotografii.

## Životopis
Během druhé světové války sloužil v armádních vzdušných silách Spojených států. Studoval na Compton College a vystudoval zoologii na University of Southern California. V Los Angeles Times pracoval od října 1950 do roku 1988.
Jeho oceněná fotografie z roku 1954 s názvem Tragédie u moře zobrazuje mladý pár, který stojí u rozbouřeného moře, jehož vlny právě odnesly jejich synka. Kromě Pulitzerovy ceny získala fotografie cenu redakce Associated Press a cenu od společnosti California-Nevada Associated Press.